# Serie A 2016-2017 (calcio femminile)
L'edizione 2016-2017 è stata la cinquantesima edizione del campionato italiano di Serie A di calcio femminile. Il campionato è iniziato il 1º ottobre 2016 e la stagione regolare si è conclusa il 13 maggio 2017. Il Brescia era la squadra campione in carica. La Fiorentina ha vinto il campionato per la prima volta nella sua storia.

## Stagione

### Novità
Dalla Serie A 2015-2016 sono state retrocesse in Serie B Vittorio Veneto, Pink Sport Time, Riviera di Romagna e Südtirol. Dalla Serie B 2015-2016 sono state promosse Como 2000, E.D.P. Jesina, Cuneo e Chieti, vincitrici dei quattro gironi di Serie B.

### Formato
Le 12 squadre partecipanti si affrontano in un girone all'italiana con partite di andata e ritorno per un totale di 22 giornate. La squadra prima classificata è campione d'Italia. Accedono alla UEFA Women's Champions League 2017-2018 le prime due classificate.
Retrocedono direttamente in Serie B le squadre classificate alle ultime due posizioni (11ª e 12ª). Le squadre classificate alla 7ª, 8ª, 9ª e 10ª posizione disputano un play-out in gara unica per determinare altre due squadre che retrocedono in Serie B: la settima affronta la decima e l'ottava affronta la nona. Se il distacco tra settima e decima è pari o superiore a sette punti, il play-out non si disputa e la decima retrocede; analogamente, se il distacco tra ottava e nona è pari o superiore a sette punti, il play-out non si disputa e la nona retrocede.

## Squadre partecipanti
| Club         | Stagione | Città           | Stadio                                                                | Stagione precedente   |
| ------------ | -------- | --------------- | --------------------------------------------------------------------- | --------------------- |
| AGSM Verona  | dettagli | Verona          | Stadio Aldo Olivieri                                                  | 2º posto in Serie A   |
| Brescia      | dettagli | Brescia         | Centro sp. "Club Azzurri Brescia" (Mompiano)                          | Campione d'Italia     |
| Chieti       | dettagli | Chieti          | Stadio Guido Angelini                                                 | 1º posto in Serie B/D |
| Como 2000    | dettagli | Como            | Stadio comunale Ponte Lambro                                          | 1º posto in Serie B/A |
| Cuneo        | dettagli | Cuneo           | Stadio Fratelli Paschiero                                             | 1º posto in Serie B/C |
| L.F. Jesina  | dettagli | Jesi (AN)       | Stadio Pacifico Carotti                                               | 1º posto in Serie B/B |
| Fiorentina   | dettagli | Firenze         | Stadio comunale Gino Bozzi                                            | 3º posto in Serie A   |
| Luserna      | dettagli | Luserna (TO)    | Stadio Don G. Mosso (Venaria Reale)                                   | 8º posto in Serie A   |
| Mozzanica    | dettagli | Mozzanica (BG)  | Stadio comunale                                                       | 4º posto in Serie A   |
| Res Roma     | dettagli | Roma            | Centro sportivo "Raimondo Vianello" Centro sportivo "Maurizio Basili" | 7º posto in Serie A   |
| San Zaccaria | dettagli | Ravenna         | Centro sportivo "Massimo Soprani"                                     | 6º posto in Serie A   |
| Tavagnacco   | dettagli | Tavagnacco (UD) | Stadio comunale                                                       | 5º posto in Serie A   |

## Allenatori e primatisti
| Squadra              | Allenatore                                                                                    | Giocatrice più presente (tra parentesi il numero delle presenze)                        | Capocannoniere (tra parentesi il numero dei gol segnati) |
| -------------------- | --------------------------------------------------------------------------------------------- | --------------------------------------------------------------------------------------- | -------------------------------------------------------- |
| AGSM Verona          | Renato Longega                                                                                | Melania Gabbiadini, Aurora Galli, Michela Rodella (22)                                  | Melania Gabbiadini, Manuela Giugliano (15)               |
| Brescia              | Milena Bertolini                                                                              | Roberta D'Adda, Silvia Fuselli (22)                                                     | Cristiana Girelli (15)                                   |
| Chieti               | Lello Di Camillo                                                                              | Anna Innerhuber, Gloria Marinelli, Evelyn Vicchiarello (22)                             | Gloria Marinelli (7)                                     |
| Como 2000            | Dolores Prestifilippo (1ª-2ª) Giuseppe Gerosa (3ª-22ª e playout)                              | Giulia Ambrosetti (22)                                                                  | Katia Coppola (6)                                        |
| Cuneo                | Gianluca Petruzzelli                                                                          | Angelica Armitano, Emma Errico, Sandy Iannella, Elisabetta Oliviero, Simona Sodini (22) | Simona Sodini (10)                                       |
| EDP Jesina           | Domenico Giugliano (1ª-7ª) Giovanni Trillini (8ª-20ª) Emanuele Iencinella (21ª-22ª e playout) | Ilaria Alunno (22)                                                                      | Elisa Polli (8)                                          |
| Fiorentina           | Sauro Fattori & Antonio Cincotta                                                              | Greta Adami, Tatiana Bonetti, Elena Linari (22)                                         | Tatiana Bonetti (21)                                     |
| Mozzanica            | Elio Garavaglia                                                                               | Valentina Giacinti, Giorgia Motta, Valeria Pirone, Andrea Scarpellini (22)              | Valeria Pirone (19)                                      |
| Res Roma             | Fabio Melillo                                                                                 | Luana Fracassi, Rosalia Pipitone, Flaminia Simonetti (22)                               | Melania Martinovic (12)                                  |
| San Bernardo Luserna | Tatiana Zorri                                                                                 | Alice Greppi, Romina Pinna (22)                                                         | Romina Pinna (10)                                        |
| San Zaccaria         | Gianluca Nardozza (1ª-11ª) Fausto Lorenzini (12ª-24ª e playout)                               | Azzurra Principi (22)                                                                   | Giulia Baldini, Fabiana Colasuonno (9)                   |
| Tavagnacco           | Amedeo Cassia                                                                                 | Chiara Cecotti, Gloria Frizza, Rossella Sardu (22)                                      | Lana Clelland (23)                                       |

## Classifica finale
|  | Pos. | Squadra      | Pt | G  | V  | N | P  | GF | GS | DR  |
|  | ---- | ------------ | -- | -- | -- | - | -- | -- | -- | --- |
|  | 1.   | Fiorentina   | 63 | 22 | 21 | 0 | 1  | 88 | 7  | +81 |
|  | 2.   | Brescia      | 55 | 22 | 18 | 1 | 3  | 64 | 22 | +42 |
|  | 3.   | AGSM Verona  | 45 | 22 | 14 | 3 | 5  | 64 | 34 | +30 |
|  | 4.   | Mozzanica    | 44 | 22 | 14 | 2 | 6  | 59 | 33 | +26 |
|  | 5.   | Res Roma     | 35 | 22 | 10 | 5 | 7  | 34 | 30 | +4  |
|  | 6.   | Tavagnacco   | 33 | 22 | 10 | 3 | 9  | 59 | 49 | +10 |
|  | 7.   | Cuneo        | 26 | 22 | 7  | 5 | 10 | 28 | 45 | -17 |
|  | 8.   | San Zaccaria | 21 | 22 | 6  | 3 | 13 | 43 | 63 | -20 |
|  | 9.   | Como 2000    | 19 | 22 | 5  | 4 | 13 | 27 | 53 | -26 |
|  | 10.  | Chieti       | 15 | 22 | 4  | 3 | 15 | 28 | 66 | -38 |
|  | 11.  | Luserna      | 14 | 22 | 4  | 2 | 16 | 30 | 75 | -45 |
|  | 12.  | L.F. Jesina  | 9  | 22 | 2  | 3 | 17 | 25 | 72 | -47 |

Legenda:
      Campione d'Italia e ammessa alla UEFA Women's Champions League 2017-2018.
      Ammessa alla UEFA Women's Champions League 2017-2018.
 Ammessa ai play-out
      Retrocesse in Serie B 2017-2018.
Note:
Tre punti a vittoria, uno a pareggio, zero a sconfitta.
In caso di arrivo di due o più squadre a pari punti, la graduatoria verrà stilata secondo la classifica avulsa tra le squadre interessate che prevede, in ordine, i seguenti criteri
- Punti negli scontri diretti
- Differenza reti negli scontri diretti
- Differenza reti generale
- Reti realizzate in generale
- Sorteggio

## Risultati

### Tabellone
|               | Ver  | Bre  | Chi  | Com  | Cun  | Jes  | Fio  | Lus  | Moz  | Res  | SaZ  | Tav  |
| ------------- | ---- | ---- | ---- | ---- | ---- | ---- | ---- | ---- | ---- | ---- | ---- | ---- |
| AGSM Verona   | –––– | 2-0  | 4-2  | 2-1  | 4-1  | 9-0  | 0-5  | 5-0  | 6-2  | 2-1  | 3-2  | 5-2  |
| Brescia       | 2-1  | –––– | 6-0  | 2-1  | 1-0  | 4-0  | 1-2  | 4-0  | 2-1  | 3-0  | 6-2  | 3-0  |
| Chieti        | 1-2  | 0-3  | –––– | 2-0  | 1-2  | 1-0  | 0-6  | 3-0  | 2-4  | 1-2  | 2-1  | 2-6  |
| Como 2000     | 1-1  | 1-6  | 3-3  | –––– | 3-2  | 4-1  | 0-4  | 3-0  | 0-4  | 0-3  | 0-1  | 2-1  |
| Cuneo         | 0-2  | 1-4  | 2-1  | 2-2  | –––– | 2-0  | 0-9  | 1-0  | 1-1  | 0-1  | 2-0  | 2-1  |
| E.D.P. Jesina | 1-3  | 2-3  | 1-1  | 1-0  | 2-2  | –––– | 0-5  | 2-2  | 2-5  | 1-4  | 1-2  | 2-4  |
| Fiorentina    | 3-1  | 5-0  | 6-0  | 3-0  | 2-0  | 4-1  | –––– | 6-0  | 1-0  | 3-0  | 6-1  | 2-0  |
| Luserna       | 1-1  | 0-5  | 4-3  | 1-2  | 1-2  | 5-3  | 0-6  | –––– | 2-3  | 1-2  | 4-3  | 4-2  |
| Mozzanica     | 4-2  | 1-1  | 3-0  | 6-1  | 2-1  | 2-0  | 1-0  | 6-2  | –––– | 2-0  | 3-1  | 1-3  |
| Res Roma      | 3-2  | 0-1  | 1-1  | 0-0  | 1-1  | 3-0  | 0-1  | 4-2  | 3-0  | –––– | 0-0  | 3-3  |
| San Zaccaria  | 0-5  | 2-4  | 5-0  | 3-1  | 3-3  | 4-1  | 1-5  | 5-1  | 1-7  | 2-3  | –––– | 2-2  |
| Tavagnacco    | 2-2  | 1-3  | 5-2  | 5-2  | 4-1  | 3-4  | 1-4  | 4-0  | 2-1  | 4-0  | 4-2  | –––– |

### Calendario
| Andata (1ª) | Andata (1ª) | Prima giornata       | Ritorno (12ª) | Ritorno (12ª) |
|             |             |                      |               |               |
| 1º ott.     | 6-0         | Brescia-Chieti       | 3-0           | 28 gen.       |
| 1º ott.     | 0-4         | Como 2000-Fiorentina | 0-3           | 28 gen.       |
| 1º ott.     | 2-0         | Cuneo-San Zaccaria   | 3-3           | 28 gen.       |
| 1º ott.     | 1-3         | Jesina-Verona        | 0-9           | 28 gen.       |
| 1º ott.     | 4-0         | Tavagnacco-Luserna   | 2-4           | 28 gen.       |
| 1º ott.     | 3-0         | Res Roma-Mozzanica   | 0-2           | 28 gen.       |

| Andata (2ª) | Andata (2ª) | Seconda giornata     | Ritorno (13ª) | Ritorno (13ª) |
|             |             |                      |               |               |
| 1º nov.     | 5-2         | Verona-Tavagnacco    | 2-2           | 4 feb.        |
| 8 ott.      | 2-0         | Chieti-Como 2000     | 3-3           | 4 feb.        |
| 8 ott.      | 4-1         | Fiorentina-Jesina    | 5-0           | 5 feb.        |
| 8 ott.      | 2-1         | Mozzanica-Cuneo      | 1-1           | 4 feb.        |
| 22 ott.     | 2-4         | San Zaccaria-Brescia | 2-6           | 4 feb.        |
| 8 ott.      | 1-2         | Luserna-Res Roma     | 2-4           | 4 feb.        |

| Andata (3ª) | Andata (3ª) | Terza giornata          | Ritorno (14ª) | Ritorno (14ª) |
|             |             |                         |               |               |
| 29 ott.     | 3-0         | Como 2000-Luserna       | 2-1           | 11 feb.       |
| 29 ott.     | 2-1         | Cuneo-Chieti            | 2-1           | 11 feb.       |
| 29 ott.     | 2-5         | Jesina-Mozzanica        | 0-2           | 11 feb.       |
| 29 ott.     | 3-1         | Fiorentina-Verona       | 5-0           | 11 feb.       |
| 29 ott.     | 4-2         | Tavagnacco-San Zaccaria | 2-2           | 11 feb.       |
| 29 ott.     | 0-1         | Res Roma-Brescia        | 0-3           | 11 feb.       |

| Andata (4ª) | Andata (4ª) | Quarta giornata       | Ritorno (15ª) | Ritorno (15ª) |
|             |             |                       |               |               |
| 5 nov.      | 2-1         | Verona-Como 2000      | 1-1           | 18 feb.       |
| 5 nov.      | 1-0         | Brescia-Cuneo         | 4-1           | 18 feb.       |
| 5 nov.      | 0-6         | Chieti-Fiorentina     | 0-6           | 18 feb.       |
| 5 nov.      | 1-3         | Mozzanica-Tavagnacco  | 1-2           | 18 feb.       |
| 5 nov.      | 2-3         | San Zaccaria-Res Roma | 0-0           | 18 feb.       |
| 5 nov.      | 5-3         | Luserna-Jesina        | 2-2           | 18 feb.       |

| Andata (5ª) | Andata (5ª) | Quinta giornata        | Ritorno (16ª) | Ritorno (16ª) |
|             |             |                        |               |               |
| 12 nov.     | 5-0         | Verona-Luserna         | 1-1           | 11 mar.       |
| 12 nov.     | 0-1         | Como 2000-San Zaccaria | 1-3           | 11 mar.       |
| 12 nov.     | 2-3         | Jesina-Brescia         | 0-4           | 11 mar.       |
| 12 nov.     | 1-0         | Fiorentina-Mozzanica   | 0-1           | 12 mar        |
| 12 nov.     | 4-1         | Tavagnacco-Cuneo       | 1-2           | 11 mar.       |
| 12 nov.     | 1-1         | Res Roma-Chieti        | 2-1           | 11 mar.       |

| Andata (6ª) | Andata (6ª) | Sesta giornata      | Ritorno (17ª) | Ritorno (17ª) |
|             |             |                     |               |               |
| 30 nov.     | 3-0         | Brescia-Tavagnacco  | 3-1           | 18 mar.       |
| 19 nov.     | 1-2         | Chieti-Verona       | 2-4           | 18 mar.       |
| 19 nov.     | 0-1         | Cuneo-Res Roma      | 1-1           | 18 mar.       |
| 19 nov.     | 6-1         | Mozzanica-Como 2000 | 4-0           | 18 mar.       |
| 19 nov.     | 4-1         | San Zaccaria-Jesina | 2-1           | 18 mar.       |
| 19 nov.     | 0-6         | Luserna-Fiorentina  | 0-6           | 18 mar.       |

| Andata (7ª) | Andata (7ª) | Settima giornata    | Ritorno (18ª) | Ritorno (18ª) |
|             |             |                     |               |               |
| 26 nov.     | 3-2         | Verona-San Zaccaria | 5-0           | 25 mar.       |
| 26 nov.     | 3-2         | Como 2000-Cuneo     | 2-2           | 25 mar.       |
| 26 nov.     | 1-4         | Jesina-Res Roma     | 0-3           | 25 mar.       |
| 26 nov.     | 5-0         | Fiorentina-Brescia  | 2-1           | 25 mar.       |
| 26 nov.     | 5-2         | Tavagnacco-Chieti   | 6-2           | 25 mar.       |
| 26 nov.     | 2-3         | Luserna-Mozzanica   | 2-6           | 25 mar.       |

| Andata (8ª) | Andata (8ª) | Ottava giornata         | Ritorno (19ª) | Ritorno (19ª) |
|             |             |                         |               |               |
| 3 dic.      | 2-1         | Brescia-Como 2000       | 6-1           | 22 apr.       |
| 3 dic.      | 3-0         | Chieti-Luserna          | 3-4           | 22 apr.       |
| 3 dic.      | 2-0         | Cuneo-Jesina            | 2-2           | 22 apr.       |
| 3 dic.      | 4-2         | Mozzanica-Verona        | 2-6           | 22 apr.       |
| 3 dic.      | 3-3         | Res Roma-Tavagnacco     | 0-4           | 22 apr.       |
| 3 dic.      | 1-5         | San Zaccaria-Fiorentina | 1-6           | 22 apr.       |

| Andata (9ª) | Andata (9ª) | Nona giornata        | Ritorno (20ª) | Ritorno (20ª) |
|             |             |                      |               |               |
| 14 gen.     | 2-0         | Verona-Brescia       | 1-2           | 29 apr.       |
| 10 dic.     | 0-3         | Como 2000-Res Roma   | 0-0           | 29 apr.       |
| 10 dic.     | 2-4         | Jesina-Tavagnacco    | 4-3           | 29 apr.       |
| 14 gen.     | 2-0         | Fiorentina-Cuneo     | 9-0           | 29 apr.       |
| 14 gen.     | 3-0         | Mozzanica-Chieti     | 4-2           | 29 apr.       |
| 15 gen.     | 4-3         | Luserna-San Zaccaria | 1-5           | 29 apr.       |

| Andata (10ª) | Andata (10ª) | Decima giornata       | Ritorno (21ª) | Ritorno (21ª) |
|              |              |                       |               |               |
| 21 gen.      | 2-1          | Brescia-Mozzanica     | 1-1           | 6 mag.        |
| 17 dic.      | 1-0          | Cuneo-Luserna         | 2-1           | 6 mag.        |
| 17 dic.      | 1-0          | Jesina-Como 2000      | 1-4           | 6 mag.        |
| 21 gen.      | 1-4          | Tavagnacco-Fiorentina | 0-2           | 6 mag.        |
| 21 gen.      | 3-2          | Res Roma-Verona       | 1-2           | 6 mag.        |
| 1º feb.      | 5-0          | San Zaccaria-Chieti   | 1-2           | 6 mag.        |

| \| Andata (11ª) \| Andata (11ª) \| Undicesima giornata \| Ritorno (22ª) \| Ritorno (22ª) \| \| \| \| \| \| \| \| 7 gen. \| 4-1 \| Verona-Cuneo \| 2-0 \| 13 mag. \| \| 25 gen. \| 1-0 \| Chieti-Jesina \| 1-1 \| 13 mag. \| \| 7 gen. \| 2-1 \| Como 2000-Tavagnacco \| 2-5 \| 13 mag. \| \| 8 gen. \| 3-0 \| Fiorentina-Res Roma \| 1-0 \| 13 mag. \| \| 7 gen. \| 3-1 \| Mozzanica-San Zaccaria \| 7-1 \| 13 mag. \| \| 7 gen. \| 0-5 \| Luserna-Brescia \| 0-4 \| 13 mag. \| |              |                        |               |               |
| Andata (11ª) | Andata (11ª) | Undicesima giornata    | Ritorno (22ª) | Ritorno (22ª) |
| |              |                        |               |               |
| 7 gen. | 4-1          | Verona-Cuneo           | 2-0           | 13 mag.       |
| 25 gen. | 1-0          | Chieti-Jesina          | 1-1           | 13 mag.       |
| 7 gen. | 2-1          | Como 2000-Tavagnacco   | 2-5           | 13 mag.       |
| 8 gen. | 3-0          | Fiorentina-Res Roma    | 1-0           | 13 mag.       |
| 7 gen. | 3-1          | Mozzanica-San Zaccaria | 7-1           | 13 mag.       |
| 7 gen. | 0-5          | Luserna-Brescia        | 0-4           | 13 mag.       |

## Play-out
| Cuneo        | n.d.  | Chieti    | Cuneo, 20 maggio 2017   |  |  |  |  |  |  |
| San Zaccaria | 3 - 0 | Como 2000 | Ravenna, 20 maggio 2017 |  |  |  |  |  |  |

## Statistiche

### Squadre

#### Capoliste solitarie
|    | —— | —— | —— | —— | —— | ——         | —— | —— | ——  | ——  | ——  | ——  | ——  | ——  | ——  | ——  | ——  | ——  | ——  | ——  | ——  | —— |  |
|    |    |    |    |    |    | Fiorentina |    |    |     |     |     |     |     |     |     |     |     |     |     |     |     |    |  |
|    |    |    |    |    |    |            |    |    |     |     |     |     |     |     |     |     |     |     |     |     |     |    |  |
|    |    |    |    |    |    |            |    |    |     |     |     |     |     |     |     |     |     |     |     |     |     |    |  |
| 1ª | 2ª | 3ª | 4ª | 5ª | 6ª | 7ª         | 8ª | 9ª | 10ª | 11ª | 12ª | 13ª | 14ª | 15ª | 16ª | 17ª | 18ª | 19ª | 20ª | 21ª | 22ª |    |  |

#### Classifica in divenire
|               | 1ª | 2ª | 3ª | 4ª | 5ª | 6ª | 7ª | 8ª | 9ª | 10ª | 11ª | 12ª | 13ª | 14ª | 15ª | 16ª | 17ª | 18ª | 19ª | 20ª | 21ª | 22ª |
| ------------- | -- | -- | -- | -- | -- | -- | -- | -- | -- | --- | --- | --- | --- | --- | --- | --- | --- | --- | --- | --- | --- | --- |
| AGSM Verona   | 3  | 6  | 3  | 9  | 12 | 15 | 18 | 18 | 24 | 24  | 21  | 27  | 28  | 28  | 29  | 30  | 33  | 36  | 39  | 39  | 42  | 45  |
| Brescia       | 3  | 6  | 9  | 12 | 15 | 18 | 18 | 21 | 24 | 27  | 27  | 30  | 33  | 36  | 39  | 42  | 45  | 45  | 48  | 51  | 52  | 55  |
| Chieti        | 0  | 3  | 3  | 3  | 4  | 4  | 4  | 7  | 7  | 10  | 10  | 10  | 11  | 11  | 11  | 11  | 11  | 11  | 11  | 11  | 14  | 15  |
| Como 2000     | 0  | 0  | 3  | 3  | 3  | 3  | 6  | 6  | 6  | 6   | 9   | 9   | 10  | 13  | 14  | 14  | 14  | 15  | 15  | 16  | 19  | 19  |
| Cuneo         | 3  | 3  | 6  | 6  | 6  | 6  | 6  | 9  | 12 | 12  | 12  | 13  | 14  | 17  | 17  | 20  | 21  | 22  | 23  | 23  | 26  | 26  |
| E.D.P. Jesina | 0  | 0  | 0  | 0  | 0  | 0  | 0  | 0  | 0  | 3   | 3   | 3   | 3   | 3   | 4   | 4   | 4   | 4   | 5   | 8   | 8   | 9   |
| Fiorentina    | 3  | 6  | 9  | 12 | 15 | 18 | 21 | 24 | 30 | 33  | 27  | 36  | 39  | 42  | 45  | 45  | 48  | 51  | 54  | 57  | 60  | 63  |
| Luserna       | 0  | 0  | 0  | 3  | 3  | 3  | 3  | 3  | 6  | 3   | 3   | 9   | 9   | 9   | 10  | 11  | 11  | 11  | 14  | 14  | 14  | 14  |
| Mozzanica     | 0  | 3  | 6  | 6  | 6  | 9  | 12 | 15 | 18 | 18  | 21  | 24  | 25  | 28  | 28  | 31  | 34  | 37  | 37  | 40  | 41  | 44  |
| Res Roma      | 3  | 6  | 6  | 9  | 10 | 13 | 16 | 17 | 20 | 23  | 23  | 23  | 26  | 26  | 27  | 30  | 31  | 34  | 34  | 35  | 35  | 35  |
| San Zaccaria  | 0  | 0  | 0  | 0  | 3  | 6  | 6  | 6  | 6  | 9   | 9   | 10  | 10  | 11  | 12  | 15  | 18  | 18  | 18  | 21  | 21  | 21  |
| Tavagnacco    | 3  | 3  | 6  | 9  | 12 | 12 | 15 | 16 | 19 | 19  | 19  | 19  | 20  | 21  | 24  | 24  | 24  | 27  | 30  | 30  | 30  | 33  |

- Verona-Tavagnacco della 2ª giornata è stata effettivamente giocata tra la 3ª e la 4ª giornata.
- Brescia-Tavagnacco della 6ª giornata è stata effettivamente giocata tra la 7ª e l'8ª giornata.
- Verona-Brescia, Fiorentina-Cuneo, Mozzanica-Chieti e Luserna-San Zaccaria della 9ª giornata sono state effettivamente giocate tra l'11ª e la 12ª giornata.
- Brescia-Mozzanica, Tavagnacco-Fiorentina e Res Roma-Verona della 10ª giornata sono state effettivamente giocate tra l'11ª e la 12ª giornata.
- Chieti-Jesina della 11ª giornata è stata effettivamente giocata tra l'11ª e la 12ª giornata.
- San Zaccaria-Chieti della 10ª giornata è stata effettivamente giocata tra la 12ª e la 13ª giornata.

### Individuali

#### Classifica marcatrici
| Gol | Rigori |  | Giocatore          | Squadra     |
| --- | ------ |  | ------------------ | ----------- |
| 23  | 2      |  | Lana Clelland      | Tavagnacco  |
| 21  | 2      |  | Tatiana Bonetti    | Fiorentina  |
| 19  |        |  | Valeria Pirone     | Mozzanica   |
| 16  | 2      |  | Cristiana Girelli  | Brescia     |
| 16  |        |  | Ilaria Mauro       | Fiorentina  |
| 15  | 2      |  | Melania Gabbiadini | AGSM Verona |
| 15  |        |  | Manuela Giugliano  | AGSM Verona |
| 14  |        |  | Patrizia Caccamo   | Fiorentina  |
| 14  |        |  | Valentina Giacinti | Mozzanica   |
| 12  |        |  | Barbara Bonansea   | Brescia     |
| 12  |        |  | Melania Martinovic | Res Roma    |
| 11  |        |  | Paola Brumana      | Tavagnacco  |
| 11  |        |  | Martina Piemonte   | AGSM Verona |
| 11  | 1      |  | Daniela Sabatino   | Brescia     |